# Edvardina
Edvardina eller Edwardina är ett fornengelskt kvinnonamn som är sammansatt av ord som betyder rikedom och beskyddare. Den maskulina motsvarigheten är Edvard.
Den 31 december 2014 fanns det totalt 2 kvinnor folkbokförda i Sverige med namnet Edvardina, men ingen bar det som tilltalsnamn.
Namnsdag: saknas